# Range war
As chamadas "Range War" foram conflitos, geralmente violentos, acontecidos entre os séculos XIX e XX no Oeste dos Estados Unidos. O objetivo dos beligerantes que se envolviam nestes conflitos era conquistar o controle de "pastagens abertas" ou de terras de pastagem usadas livremente para criação de gado. Normalmente eram disputas sobre direitos de água ou direitos de pastagem e propriedade de gado.
As guerras ocorreram antes da assinatura do Ato de Taylor Grazing em 1934, que regulamentou as áreas de pastagem em terras públicas. As "Range War" incluíram a Guerra do Vale Pleasant, Guerra do Condado de Colfax, Guerra da Cordilheira Castaic, Guerra do Sal de San Elizario, Guerra do Condado de Mason,  Guerra do Condado de Johnson e outras.
A violência criada nessas batalhas frequentemente ocorria onde não havia lei ou onde a lei era muito fraca para impor qualquer tipo de mudança. Surgiam então grupos, chamados de "vigilantes" ou "reguladores", que, sentindo-se injustiçados, passavam a fazer justiça com as próprias mãos. Outro fenômeno que passou a ocorrer nessas regiões foi o surgimento de rivalidades entre grupos ou famílias, houve rixas bem conhecidas no Oeste americano, e que se popularizaram por todo o país, resultado de confrontos políticos ou de controle de terras. Para os envolvidos, suas ações raramente eram vistas como ilegais, mas sim como um meio de trazer algum tipo de “lei” para uma área onde o caos tendia a prevalecer.